# تاکشی کامورا
تاکشی کامورا (انگلیسی: Takeshi Kamura؛ زادهٔ ۱۴ فوریهٔ ۱۹۹۰) بدمینتون‌باز اهل ژاپن است.